# Грибы с Юггота
«Грибы́ с Ю́ггота»(англ. Fungi from Yuggoth) — цикл сонетов Говарда Филлипса Лавкрафта. Состоит из 36 стихотворений, которые были написаны в период с 27 декабря 1929 года по 4 января 1930 года. Отдельные стихи публиковались в журнале «Weird Tales» и других. Полностью вошли в сборник «За стеной сна» издательства Arkhem House, а также Necronomicon press.

## Содержание
1. Книга (от англ. The Book) — упоминает книгу, похожую на рассказ «Наблюдатели».
2. Преследователь (от англ. Pursuit) — упоминает преследователя и зов бездны, что напоминает произведение «Неименуемое».
3. Ключ (от англ. The Key) — упоминает ключ к иным мирам, как в рассказе «Серебряный ключ».
4. Узнавание (от англ. Recognition) — упоминает жертвоприношение на алтаре, подобно рассказу «Тайна среднего пролёта».
5. Возвращение (от англ. Homecoming) — описывает морской путь в Стране снов из рассказов «Белый корабль» или «Селефаис».
6. Лампада (от англ. The Lamp) — описывает ритуал, похожий на рассказы «Грезы ведьмовском доме», «Ужас в Ред Хуке» или «Лампа Альзахреда».
7. Холм Замана (от англ. Zaman’s Hill) —холмы описаны в рассказах «Тварь на пороге» и «Ужас Данвича».
8. Порт (от англ. The Port) — упоминает вымышленный город Иннсмут из рассказа «Тень над Иннсмутом».
9. Двор (от англ. The Courtyard) — описывает ритуал, похожий тот, что был в рассказе «Праздник».
10. Голубятники (от англ. The Pigeon-Flyers) — описывает шабаш и бой барабанов, который упоминается в рассказах «Грезы ведьмовском доме» и «Очень древний народ».
11. Колодец (от англ. The Well) — описывает колодец, похожий на рассказ «Цвет иных миров».
12. Наследник (от англ. The Howler) — описывает ведьму Кецию Мейсон и Бурого Дженкина — «тварь с четырьмя лапами и человеческим лицом» из рассказа «Грезы ведьмовском доме».
13. Гесперия (от англ. Hesperia) — описывает Страну снов из рассказов «Полярис» или «Селефаис».
14. Звездовей (от англ. Star-Winds) — описывает континенты Нитона, упоминаемые в рассказе «Шепчущий во тьме».
15. Антарктос (от англ. Antarktos) — ссылается на древний город в Антарктике из рассказа «Хребты безумия» (1931) и намекает на Старцев, населяющих его.
16. Окно (от англ. The Window) — описывает дом с окном, похожий на рассказ «Окно в мансарде».
17. Память (от англ. A Memory) — описывает Страну снов из рассказа «Забвение».
18. Йинские сады (от англ. The Gardens of Yin) — описывает Страну снов из произведения «Забвение».
19. Колокола (от англ. The Bells) — упоминает вымышленный город Иннсмут из рассказа «Тень над Иннсмутом».
20. Ночные бестии (от англ. Night-Gaunts) — описывает существ из рассказов «Очень древний народ» и «Сомнамбулический поиск неведомого Кадата», а также Шогготов из рассказа «Хребты безумия».
21. Ньярлатотеп (от англ. Nyarlathotep) — описывает Древнего бога Ньярлатхотепа.
22. Азатот (от англ. Azatoth) — описывает Древнего бога Азатота.
23. Мираж (от англ. Mirage) — описывает Страну снов из произведений «Селефаис» или «Карающий рок над Сарнатом».
24. Канал (от англ. The Canal) — описывает Страну снов из рассказов «Белый корабль», «Селефаис» или «Сомнамбулический поиск неведомого Кадата».
25. Сен-Тоуд (от англ. St. Toad’s) — описывает Страну снов из произведений «Белый корабль», «Селефаис» или «Сомнамбулический поиск неведомого Кадата».
26. Знакомцы (от англ. The Familiars) — посвящен событиям, предшествующим в произведении «Ужас Данвича».
27. Маяк (от англ. The Elder Pharos) — ссылается на плато Ленг, которое часто упоминается во многих работах Лавкрафта, а также Старец в маске из рассказа «Король в жёлтом» Роберта В. Чемберса.
28. Предвестники (от англ. Expectancy) — описывает Страну снов из произведений «Загадочный дом на туманном утесе» и «Сомнамбулический поиск неведомого Кадата».
29. Ностальгия (от англ. Nostalgia) — описывает Страну снов из рассказов «Селефаис» или «Сомнамбулический поиск неведомого Кадата».
30. Истоки (от англ. Background) — описывает Страну снов из произведений «Белый корабль», «Селефаис» или «Сомнамбулический поиск неведомого Кадата».
31. Древний город (от англ. The Dweller) — описывает древний мир в рассказах «Шепчущий во тьме» и «Безымянный город».
32. Отчуждение (от англ. Alienation) — описывает древний мир в произведениях «Шепчущий во тьме» и «Безымянный город».
33. Портовые свистки (от англ. Harbour Whistles) — описывает Страну снов из рассказа «Сомнамбулический поиск неведомого Кадата».
34. Призванный (от англ. Recapture) — описывает Страну снов из рассказов «Селефаис» или «Сомнамбулический поиск неведомого Кадата».
35. Вечерняя звезда (от англ. Evening Star) — описывает Страну снов из рассказа «Сомнамбулический поиск неведомого Кадата».
36. Непрерывность (от англ. Continuity) — описывает Страну снов из произведения «Сомнамбулический поиск неведомого Кадата».

## Литературный стиль
Поэтический литературный стиль «Грибы с Юггота» заметно отличается от манеры произведений Лавкрафта. Посылая копию сонета «Возвращение», автор отмечает: это «иллюстрация моих попыток практиковать то, что я проповедую в относительно прямой и незатронутой дикции». Сонетные формы, используемые Лавкрафтом, отклонялись от Петрарчан до Шекспира. Его многократное использование женской рифмы напоминает А. Э. Хаусмана (например, в сонетах 15, 19). Кроме того, его сонет 13 («Гесперия») имеет почти те же темы, что и Хаусман «В моём сердце воздух, который убивает».
В критической литературе о Лавкрафте высказывались различные мнения, образуют ли стихи непрерывный цикл, рассказывающий одну историю, или же каждый сонет является отдельным. Филипп А. Эллис в своем эссе «Единство в разнообразии: Грибы с Юггота как единая среда» обсуждает эту проблему и предлагает решение.
С. Т. Джоши считает, что помимо первых трёх сонетов «оставшиеся стихи представляют собой прерывистые виньетки, касающиеся разнообразных не связанных между собой странных тем, рассказанных от первого лица или от третьего лица, где выражен кумулятивный эффект — это серия сменяющих друг друга образов сновидений».

## Темы
Первые три сонета касаются человека, который изучает древнюю магическую книгу и ключ, которые позволяют ему путешествовать в иные миры и далёкие части вселенной. Далее сонеты больше касаются атмосферы космического ужаса и создают настроение отчуждённости, потустороннего и утраты счастья. В них описаны ритуалы, которые Лавкрафт создавал, вдохновляясь мифами Древнего Египта. Далее описывается «ключ» (Сонет 3) к иным мирам и «смутным видениям», которые описывают Страну снов. Далее сонеты детализируют последовательность таких видений, которые читаются в «Предвестники» (28), и стремятся объяснить обстоятельства и ощущения отчуждения в настоящем мире. Вместо самих видений эти сонеты служат комментарием к их источнику. Далее заметны ссылки на ночные кошмары Лавкрафта в «Узнавание» (4), которое является источником вдохновения для поздних произведений о пришельцах. Темы из «Цикла снов» пересекаются в «Звездовей» (14) и являются упражнением в том тяжёлом мифологическом стиле, в котором писал лорд Дансани.
Через месяц после окончания сонетов Лавкрафт приступил к работе над своей повестью «Шепчущий во тьме» (1931), где Юггот описан как планета грибовидных существ Ми-го. В сонете грибы растут в неком месте, называемом Юггот, который описан вовсе не как чужая планета. В следующей строке Нитон описывается как мир с богато цветущими континентами, а не как в повести «Шепчущий во тьме». Это хороший пример того, как Лавкрафт дал себе право быть противоречивым и видоизменять содержание в соответствии с художественными требования момента, примером которого может служить разнообразие конфликтных ситуаций во всей последовательности сонетов.